# لينداني نكوسي
لينداني نكوسي (بالإنجليزية: Lindani Nkosi)‏ (من مواليد 5 مارس 1968) هُو مُمثل جنوب أفريقي. اشتهر بأدائه دور لينكولن سيبيكو في المسلسل التلفزيوني إيسيدينغو (بالإنجليزية: Isidingo)‏ كما أدى دور نيلسون مانديلا في فيلم «دروم» (بالإنجليزية: Drum)‏ الذي صدر سنة 2004

## بعض أفلامه
- دروم (2004)
- بلدة صغيرة تُسمى النسب (2010)
- من تقرير جيد (2013)

## روابط خارجية
لينداني نكوسي على موقع IMDb (الإنجليزية)
- لينداني نكوسي على موقع قاعدة بيانات الفيلم (الإنجليزية)